# Władysław Mikułowski Pomorski
Władysław Mikułowski Pomorski herbu Rawicz ps. Maciek (ur. 20 czerwca 1901 w Malicach, zm. wiosną 1940 w Charkowie) – polski oficer i prawnik, podporucznik żandarmerii rez. Wojska Polskiego, ofiara zbrodni katyńskiej.

## Życiorys
Urodził się 20 czerwca 1901 w Malicach w powiecie sandomierskim jako syn Stanisława i Gabrieli z Ossolińskich. W latach 1927–1928 odbył szkolenie w Batalionie Podchorążych Rezerwy Piechoty nr 6. Mianowany ppor. rez. ze starsz. 1 stycznia 1931. Przydzielony do 22 pułku piechoty, a następnie 72 pułku piechoty. Od 28 czerwca 1934 w 2 Dywizjonie Żandarmerii. W 1934 odbył przeszkolenie w Centrum Wyszkolenia Żandarmerii. Uzyskał tytuł magistra prawa.
W czasie kampanii wrześniowej 1939 dostał się do niewoli sowieckiej. Przebywał w obozie w Starobielsku. Wiosną 1940 został zamordowany przez funkcjonariuszy NKWD w Charkowie i pogrzebany w bezimiennej mogile zbiorowej w Piatichatkach, gdzie od 17 czerwca 2000 mieści się oficjalnie Cmentarz Ofiar Totalitaryzmu w Charkowie. Figuruje na Liście Starobielskiej NKWD pod numerem 2290.
5 października 2007 minister obrony narodowej Aleksander Szczygło – decyzją nr 439/MON – mianował go pośmiertnie na stopień porucznika. Awans został ogłoszony 10 listopada 2007 w Warszawie, w trakcie uroczystości „Katyń Pamiętamy – Uczcijmy Pamięć Bohaterów”.

### Życie prywatne
W październiku 1934 w Choceniu ożenił się z Barbarą Czaplicką herbu Lubicz (1909–1989). Ojciec prof. Jerzego Mikułowskiego Pomorskiego (1937–2020). Jego pradziadkiem był oficer powstania listopadowego, baron Eustachy Jan Hieron Horoch herbu Trąby (1802–1879).